# Rafael Beauclerk de Peñalver
Rafael Charles Beauclerk y Peñalver (1917–2007), VI marqués de Valero de Urría, es cadete de los duques de Saint Albans.
Durante la Segunda Guerra Mundial fue militar y agente secreto británico de la dirección de Operaciones Especiales ("Sección F"). Lanzó en paracaídas en Francia en abril de 1944, como Capt. Beauclerk se desempeñó durante cinco meses como operador de radio de la red DIGGER de Jacques Poirier.

## Familia
De noble cuna, antepasado patrilineal hijo natural del rey Carlos II de Inglaterra, su gran bisabuelo es Lord Sidney Beauclerk MP (1703–1744).
Su padre, William Topham Sidney Beauclerk (1864–1950) se casó en 1910 con María de los Dolores de Peñalver y Zamora, vii marquesa de Arcos (1875–1972).
En 1989, sucedió en el marquesado a su tía segunda, Isidora de Zamora y Sierra, V marquesa de Valero de Urría, prima hermana de su madre María de los Dolores de Peñalver y Zamora, que fue VII marquesa de Arcos y V condesa de Peñalver. Los títulos que ostentó su madre, no han sido reclamados por ningún miembro de la familia Beauclerk, y en la actualidad, están en posesión de personas con escasa relación con dichos títulos.

## Condecoraciones
El marqués, Rafael o Ralph Beauclerk, recibido :
- Orden del Imperio Británico (MBE)
- Legión de Honor (Caballero)
- Croix de guerre
- Soberana Militar Orden de Malta (Caballero)